# Мэк, Юсеф
Юсеф Мэк (20 января 1980) — американский боксёр-профессионал, выступающий в полутяжёлой весовой категории.

## Про карьеру
Он стал профессионалом в 2000 году. Мэк победил ДеАндрея Аброна, Даниеля Джуду, Кристиана Круза. Мэк был очень сильным бойцом и своё первое поражение он получил от Алехандро Беррио.

### 6 октября2007Либрадо Андраде —Юсеф Мэк
- Место проведения:  Мандалей Бэй Ресорт энд Касино, Лас-Вегас, Невада, США
- Результат: Победа Андраде техническим нокаутом в 7-м раунде в 12-раундовом бою
- Статус: Рейтинговый бой
- Рефери: Джей Нейди
- Время: 2:34
- Вес: Андраде 76,2 кг; Мак 76,2 кг
- Трансляция: HBO PPV
- Счёт неофициального судьи: Харольд Ледерман (10—58 Андраде)

В октябре 2007 года Либрадо Андраде вышел на ринг против Юсефа Мэка. В середине 1-го раунда Мэк провёл длинный левый апперкот в челюсть. Мексиканец пошатнулся и упал на канвас. Он поднялся на счёт 5. После возобновления боя Мэк не форсировал бой. В середине 7-го раунда Андраде провёл серию ударов в голову. Мэк отошёл к канатам, и видя, что атака будет продолжена, опустился на колено. Он поднялся на счёт 3. Андраде бросился добивать американца. Мэк пропустил несколько хуков в голову, и вновь сам опустился на колено. Он поднялся на счёт 3. Андраде кинулся добивать его. Он провёл несколько хуков в голову, и левый апперкот в челюсть. Мэк опять опустился на колено. Рефери Джей Нейди прекратил бой, не открывая счёт. Американец с решеним не спорил. Поединок проходил в рамках шоу, организованного телеканалом HBO, главным событием которого был 2-й бой Мэнни Пакьяо — Марко Антонио Баррера.

### 4 марта2010Глен Джонсон —Юсеф Мэк
- Место проведения:  ,Форт-Лодердейл, США.
- Результат: Победа Джонсона техническим нокаутом в 6-м раунде в 12-раундовом бою
- Статус: Рейтинговый бой
- Рефери: Джей Нейди
- Время: 1:04
- Вес: Джонсон 76,4 кг; Мэк 76,2 кг
- Трансляция: HBO PPV

В марте 2010 года прошёл бой между Гленом Джонсоном И Юсефом Мэком. В шестом раунде Джонсон запер американца у канатов и стал забивать. Мэк не отвечал и как следствие вмешался рефери и остановил бой.

## 2011
В 2011 году Юсеф Мэк победил раздельным решением судей Отисса Гриффина.
Глен Джонсон нокаутировал Юсефа Мэка.

## Личная жизнь
Юсеф Мэк является отцом 10 детей. В октябре 2015 года на сайте DawgPoundUSA появилось видео, где Мэк занимается сексом с двумя мужчинами. Боксёр заявил, что из-за финансовых трудностей согласился на откровенные съёмки с девушками, а к участию в гей-порно был принуждён обманом. Сайт категорически отверг эти обвинения и пригрозил Мэку судебным разбирательством. После этого спортсмен признался, что дал согласие добровольно и совершил каминг-аут как бисексуал.